# Семухин, Василий Сергеевич
Васи́лий Серге́евич Сему́хин (1920, дер. Барбашина, Тюменская губерния) — участник Великой Отечественной войны, кавалер Орденов Славы.

## Биография
Родился в крестьянской семье. Детство и юность прошли у него, как и у большинства сверстников, в учёбе, комсомольской деятельности, колхозном труде. После окончания 7 классов Куминовской школы был призван в армию.
Начало войны он встретил на срочной службе. Их танковая часть была поднята по тревоге в 4 часа утра 22 июня. А уже на третий день боёв механик-водитель Семухин был ранен в ногу. Танк пришлось оставить и пополнить ряды пехотинцев-разведчиков.
Участвовал в обороне Москвы, в Сталинградской битве, в освобождении Украины и Румынии.
Памятным стала для ветерана оборона Москвы. Об этом он сам рассказал так: «Шестого декабря мы начали наступление. Перед этим всю ночь точил саперную лопатку, поскольку оружия было мало, патронов тоже. И когда мы ворвались в траншею фашистов, первого, не успевшего выстрелить в меня врага, я пристрелил. А затем восемь гитлеровцев изрубил этой самой лопаткой…»
Во второй атаке Семухин получил тяжёлое ранение осколком в голову. Настолько оно было тяжелое, что более суток лежал без сознания в снегу и отморозил кончики пальцев на руках. После 6 месяцев лечения врачи вынесли приговор: инвалид.
Но Василий, молодой и горячий, не хотел с этим мириться:
«Я все равно буду воевать», — заявил он медицинский комиссии.
И добился своего. Сталинградскую битву встречал уже в составе гвардейской стрелковой дивизии. Волга — в трехстах метрах. Немцы громко кричат:
«Рус, сдавайся!»
18 ноября 1942 года Василий Сергеевич с товарищами отбили 24 атаки гитлеровцев. А назавтра, то есть 19 ноября, мощно заговорила советская артиллерия. Это стало началом перелома в сражении, да и во всей войне тоже.
Первый из орденов Славы разведчик заработал осенью 1943. Ту вылазку он запомнил надолго. А было это на Донце Северском. В одну из темных ночей шестеро разведчиков пустились на лодке в поиск «языка». Увидели вдруг огонек на вражеском берегу, поняли, что землянка. Причалили тихо, сняли часового. Василий Сергеевич ворвался первым, выхватил из-за пояса гранату, выдернул чеку и закричал по-немецки: «Хенде Хох!»
Фашисты замерли, разведчики спеленали лежащего на нарах пьяного обер-лейтенанта, выскочили с ним из землянки. Василий не заметил, сколько простоял с гранатой в руке. Вдруг как бы очнулся, рванулся за товарищами, швырнув смертоносный подарок обратно в проем землянки.
Весь вражеский берег пришел в движение. Василий залег в камышах на берегу и открыл огонь, отвлекая внимание. Когда лодка с группой отошла от берега на значительное расстояние, он бросился в воду. Плыл под водой сколько духу хватило, выныривал, хватал воздуха и снова погружался…
Всего же на счету разведчика девять лично добытых «языков», на теле его — шесть тяжелых ранений, во фронтовой биографии — освобождение родной земли, выход на границу с Румынией… И мирный труд.

## Награды
- орден Отечественной войны 2 степени
- орден Красной Звезды (1943[2])
- орден Славы трёх степеней (1943[3], 1944[4], ?)
- орден «Знак Почёта»
- медаль «За трудовую доблесть»
- медаль «Ветеран труда».